# Distretto di Ōno
Il distretto di Ōno (大野郡, Ōno-gun?) è uno dei distretti della prefettura di Gifu, in Giappone.
Attualmente fa parte del distretto solo il comune di Shirakawa.
| Controllo di autorità | VIAF (EN) 252944968 · NDL (EN, JA) 00392305 |